# Bernard Chenot
Bernard Chenot (* 20. Mai 1909 in Paris; † 5. Juni 1995) war ein französischer Jurist und Politiker, der von 1958 bis 1961 Minister für öffentliche Gesundheit und Bevölkerung sowie anschließend zwischen 1961 und 1962 Siegelbewahrer und Justizminister war. 1962 wurde er Mitglied des Verfassungsgerichtshofes (Conseil constitutionnel), dem er bis 1964 angehörte. Später fungierte Chenot zwischen 1971 und 1978 als Vizepräsident des Conseil d’État, der nicht nur Verwaltungsgerichtshof, sondern auch Beratungsorgan der Regierung ist.

## Leben

### Studium und Mitglied des Conseil d’État
Chenot absolvierte nach dem Schulbesuch ein Studium an der 1872 von Émile Boutmy gegründeten privaten Hochschule École libre des sciences politiques, das er mit einem Diplom abschloss. Im Anschluss begann er 1932 seine berufliche Laufbahn als Auditor am Verwaltungsgerichtshof (Conseil d’État) und wurde dort später Vortragender Rat (Maître des requêtes). Als solcher fungierte er von 1943 bis 1945 als Regierungskommissar in der Abteilung für Rechtsstreitigkeiten und war danach von 1945 bis 1947 Generalsekretär des Bergwerksverbandes von Nordfrankreich und Pas-de-Calais, ehe er zwischen 1947 und 1950 erneut Regierungskommissar in der Abteilung für Rechtsstreitigkeiten des Conseil d’État war.
1956 wurde Chenot als Staatsrat (Conseiller d’État) schließlich selbst Richter am Verwaltungsgerichtshof.

### Gesundheits- und Justizminister
Am 7. Juli 1958 wurde Chenot von Premierminister Charles de Gaulle zum Minister für öffentliche Gesundheit und Bevölkerung (Ministre de la santé publique et de la Population) in dessen drittes Kabinett berufen. Dieses Ministeramt bekleidete er auch in der Regierung von dessen Nachfolger als Premierminister, Michel Debré, bis zum 24. August 1961 und wurde dann von Joseph Fontanet abgelöst.
Chenet selbst wurde im Rahmen dieser Regierungsumbildung am 24. August 1961 von Debré als Nachfolger von Edmond Michelet zum Siegelbewahrer und Justizminister (Garde des sceaux, Ministre de la justice) ernannt und übte dieses Ministeramt bis zum 15. April 1962 aus.

### Mitglied desConseil constitutionnelund Vizepräsident desConseil d’État
Nach seinem Ausscheiden aus der Regierung wurde Chenot 1962 von Staatspräsident de Gaulle zum Mitglied des Verfassungsgerichtshofes (Conseil constitutionnel) berufen, wo er Nachfolger des zum Premierminister ernannten Georges Pompidou wurde. Das Amt des Richters am Verfassungsgerichtshofes übte er bis 1964 aus und wurde dann von André Deschamps abgelöst.
Im Anschluss nahm er eine Professur am Institut d’études politiques de Paris, dem sogenannten „Sciences Po“ an und gehörte zu den ersten Hochschullehrern, die sich mit öffentlichem Wirtschaftsrecht beschäftigten. Seine dabei gewonnenen Forschungsergebnisse spiegelten sich in seinen Büchern zur Geschichte zu politischen Doktrinen und zur Wirtschaftsorganisation des Staates wider. 1968 wurde er Präsident des Versicherers Allianz France und übte diese Funktion bis zu seiner Ablösung durch Georges Plescoff 1970 aus.
1971 wurde Chenot als Nachfolger von Alexandre Parodi Vizepräsident des Conseil d’État und verblieb in dieser Funktion als stellvertretender Präsident des Verwaltungsgerichtshofes sowie dieses Beratungsorgans der Regierung bis zum 5. Dezember 1978. Sein Nachfolger wurde daraufhin 1979 Christian Chavanon. Zugleich war Chenot von 1971 bis 1979 auch Präsident der Nationalen Datenschutzbehörde CNIL (Commission Nationale de l’Informatique et des Libertés) sowie Präsident des Institutes für Verwaltungswissenschaften IFSA (Institut français des sciences administratives). 1978 wurde er ferner Ständiger Sekretär der Académie des sciences morales et politiques.
Für sein literarisches Gesamtwerk, insbesondere seine zwischen 1975 und 1980 geschriebenen und 1981 als Anthologie erschienenen Réflexions sur la cité verlieh ihm die Académie française 1984 den Grand Prix de Poésie. Für seine langjährigen Verdienste wurde ihm ferner am 1. Januar 1991 das Großkreuz der Ehrenlegion verliehen.

## Veröffentlichungen
- Les Entreprises nationalisées, 1956
- Être ministre, 1967
- Référendum, 1969,
- L’Hôpital en question, 1970
- Réflexions sur la cité, 1981